# Kazantyp
Le Kazantip (en ukrainien : Казантип, Kazantyp, en russe : Казантип, Kazantip et tatar de Crimée : Qazan Tip) est un cap situé à l’est de la Crimée au nord de la péninsule de Kertch, sur les rives de la mer d'Azov. Son nom en tatar de Crimée signifie « fond de chaudron » en référence à son profil concave[réf. souhaitée].

## Géographie
Il s'étend loin dans la mer depuis le littoral avec sa longueur d'environ 3 à 4 km. Son point le plus haut est 107 mètres au-dessus du niveau de la mer, avec une moyenne de 30-40 mètres tandis que son point intérieur le plus bas est 20-30 mètres.
Il est essentiellement couvert de steppe. En 1998, il a été désigné comme réserve naturelle d'État de l'Ukraine sous le nom de Kazantypskyi. Sur la moitié orientale du cap sont situées les ruines d'une colonie datant des IIIe et IIe siècles av. J.-C. Le phare de Kazantyp est situé sur le cap.

## Événements
Entre 1995 et 1999, le festival de musique électronique internationale, KaZantip, nommé d'après le cap, se tenait à proximité.

## Source

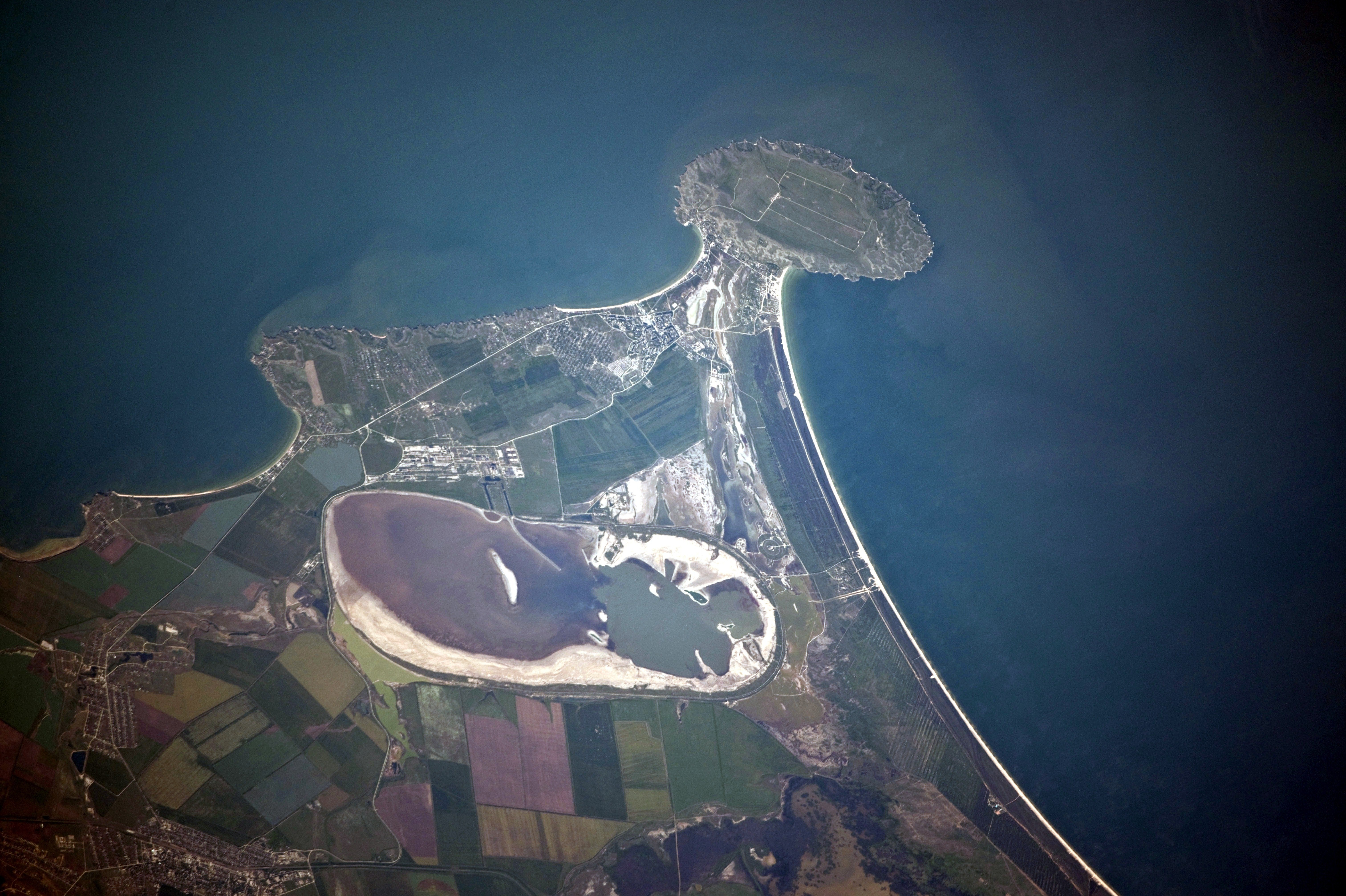
Photographie de la NASA.

- (en) Cet article est partiellement ou en totalité issu de l’article de Wikipédia en anglais intitulé « Kazantyp » (voir la liste des auteurs).